# نيكلوديون (الشرق الأوسط وشمال إفريقيا)
نيكلوديون (بالإنجليزية: Nickelodeon) هي قناة فضائية للأطفال تقوم بدبلجة المسلسلات الكرتونية التي تنتجها شركة نيكلوديون الأمريكية، وتقوم بترجمة مسلسلات اللايف أكشن، اِفْتُتِحَت القناة في 16 يوليو 1996 على شوتايم أرابيا ولكن كانت فقط باللغة الإنجليزية وبعدها اِفْتُتِحَت القناة باللغة العربية في 23 يوليو 2008 وأغلقت بشكل مفاجئ في 8 سبتمبر 2011، وعادت للبث في 5 يناير 2015 على أو إس إن.

## توقف القناة

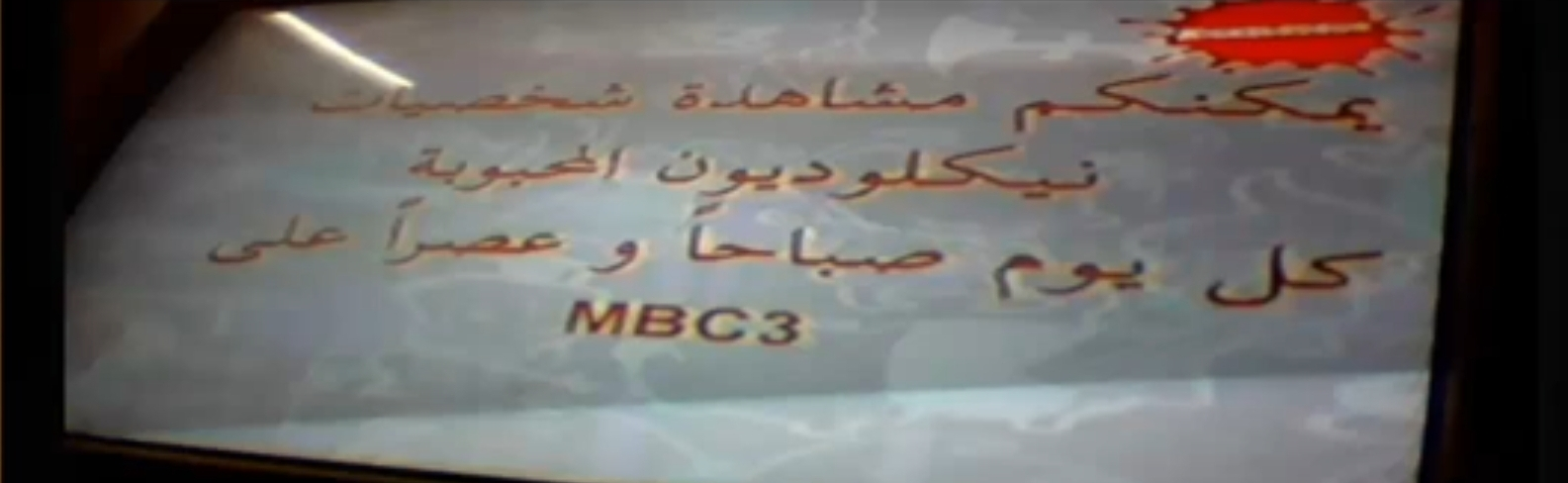
في البداية كانت هناك رسالة تنبه المشاهدين للاستمرار في مشاهدة MBC3. برامج نيكلوديون عبر فقرة نيكلوديون على MBC3 ثم عادة .الاشارة إلى بطاقة اختبار عارضه بضعة ايام في وقت لاحق.

كانت القناة تعرض حلقات من برامجها المعتادة ولكن أصبحت في بث مجمد تعرض حلقات برامج متكررة، وقد توقف موقع القناة وبدون أي تفسير ولم يعرف لم أهملت القناة في الثامن من سبتمبر 2011، قبل دقيقة واحدة من منتصف الليل (بتوقيت الإمارات العربية المتحدة) وبدون أي تحذير يذكر توقفت القناة لأجل غير مسمى دون أي تفسير غير: «يمكنكم متابعة برامج نكلوديون على إم بي سي 3».. بعد بضعة أيام تحول بث القناة إلى بطاقة اختبار (صورة ملونة) وبعد فترة ليست بقصيرة اختفت الإشارة نهائيًّا وبعد عدة أشهر تم حذف القناة من لائحة القنوات في القمرين عرب سات ونايل سات.

## إعادة الإطلاق
قامت شركة OSN بإعلانها عن انطلاق قناة نيكلودين العربية من جديد ابتداءً من السنة الجديدة 2015 5 يناير حيث ستعرضها بصيغة الـHD قادمة معها نيكلودين جونيور بالعربية وقناة نيكتونز للكرتون، قناة نيكلوديون على أو اس ان OSN Ch.355
عندما تم إعادة إطلاق قناة نيكلوديون من جديد (OSN) ركزت القناة على عرض وترجمة وأحيانا دبلجة مسلسلات الايف أكشن بالإضافة إلى عرض المسلسلات الكرتونية كسبونجبوب ومنزل لاود.
افتتحت قناة نيكتونز التي تعني نيكلوديون كارتونز لعرض جميع مسلسلات الكرتون الخاصة بنيكلوديون بعيدا عن مسلسلات اللايف أكشن، عادت نيكلوديون عربية بإمكانية التبديل بين لغتين هما (العربية) و (الإنجليزية) مع إمكانية إضافة خاصية الترجمة أو Subtitle.

## برامج نيكلوديون
- سبونج بوب سكوير بانتس
- سلاحف النينجا
- سانجاي وكريغ
- إلى بليك!
- نادي وينكس
- أسطورة كورا
- فان بوي وتشام تشام
- الوالدان السحريان
- الفرقة السرية لمحاربة الأشرار
- كونغ فو باندا: أساطير الروعة
- غزو الرابيدز
- تحدي الوحوش والفضائيين
- هارفي بيكس
- منزل لاود
- هنري البطل (مترجم عربي)
- نيكي ريكي ديكي ودون (مترجم عربي)
- منزل عائلة هاثواي المسكون (مترجم عربي)
- ماكس وشريد (مترجم عربي)
- 100 فعل قبل الثانوية (مترجم عربي)
- مبتكرو الألعاب (مترجم عربي)
- نهوض سلاحف النينجا (مسلسل 2018)
- بينكي مالينكي

## البرامج القديمة
- جيمي نيوترون: الفتى العبقري
- حكايات جنجر
- آفاتار: أسطورة أنج
- بسبسبوبي
- خربشات
- عالم الطباشير
- داني الشبح
- هيا ارنولد
- كابا مايكي
- المراهقة الآلية
- أولاد كبار
- راجراتس
- سبونج بوب
- عائلة ثورنبيري
- عائلة إكس
- دريك أند جوش
- آي كارلي
- جاست جوردن
- أنفابيولس
- مزرعة المشاغبين

### برامج نكلوديون جونيور القديمة
- مغامرات دورا
- الحيوانات المدهشة
- أوبي

### برامج الفواصل
- دومو
- بيربل وبراون
- واحة أوسكار
- سبايدر وفلاي
- بريمو

### البرامج الأصلية
- كاتش ماتش: برنامج ترفيهي للأطفال يعرض في شهر رمضان المبارك ويقدمه المذيع السوداني الشهير تاج.[4][5]
- شوف الأطفال: يقدم البرنامج مقاطع تصور الأطفال وهم يقومون بحركات مضحكة في بيوتهم وتقدمه الطفلة وعد.
- جمعتنا: هو برنامج أسبوعي يعتمد بشكل كلي على تلبية طلبات ورغبات الأطفال من خلال عرض مجموعة من أجمل وأمتع برامج نكلودين ويقدمانه أصالة وراني.
- صحتين: برنامج يقدم وصفات سهلة وسريعة التحضير.
- مصنع نكلودين: برنامج يقدم أفكار وأعمال يدوية من أدوات بسيطة.